# 宮崎守保
宮崎 守保（みやざき もりやす、1932年12月14日 - 2015年4月11日）は、日本の政治家、馬主。
1975年に史上最年少で浦和市議会議長となったほか、埼玉県議会副議長を務めた。また、1997年の中央競馬の二冠馬であるサニーブライアンの馬主としても知られる。

## 経歴
1932年、埼玉県浦和市（現・さいたま市）の資産家のもとに生まれる。1967年、35歳で浦和市議会で立候補し初当選、1975年には同議会議長に史上最年少で就任した。以降、埼玉県政へ転じ、1991年5月から1992年3月まで埼玉県議会副議長も務めた。
2015年4月11日に死去。82歳没。

## 馬主活動

宮崎の勝負服

日本中央競馬会（JRA）および地方競馬全国協会に登録していた馬主としても知られた。勝負服の柄は桃、紫一本輪、黄袖、冠名には「サニー」を用いた。
宮崎家は1948年にオープンした浦和競馬場の地主となっており、守保は、学生時代から近くで飼養される馬を見てきたという。その1頭に1937年に牝馬ながら東京優駿（日本ダービー）を制したヒサトモがいた。繁殖牝馬を引退後に浦和競馬で再び競走馬となり、最期は心臓麻痺によって死亡したヒサトモは、守保がはじめて触れた馬だったという。
その後、40歳の頃に自身も馬主となり、ゴールドスペンサーが1980年、1981年と川崎記念を連覇するなどの活躍を見せた。さらに、自身の所有馬であったサニーロマンの仔のサニースワローは1987年の日本ダービー2着となり、その甥にあたるサニーブライアンは1997年に皐月賞と日本ダービーを優勝しクラシック二冠を達成した。

## 主な所有馬

### GI競走優勝馬
- サニーブライアン（1997年皐月賞、東京優駿）

### 重賞競走優勝馬
- サニーサンデー（2009年福島記念）

### その他の所有馬
- サニースワロー（1987年東京優駿2着、京都新聞杯2着）